# Выселок Кушья
Вы́селок Кушья́ — деревня в Игринском районе Удмуртии. Входит в Сундурское сельское поселение.

## География
Деревня находится в 7 км к юго-востоку от районного центра — посёлка Игра.

## Улицы
Деревня состоит из одной улицы — Ключевой.

## Население
| 2010 | 2012 |
| ---- | ---- |
| 55   | ↘49  |